# Biocorrosione

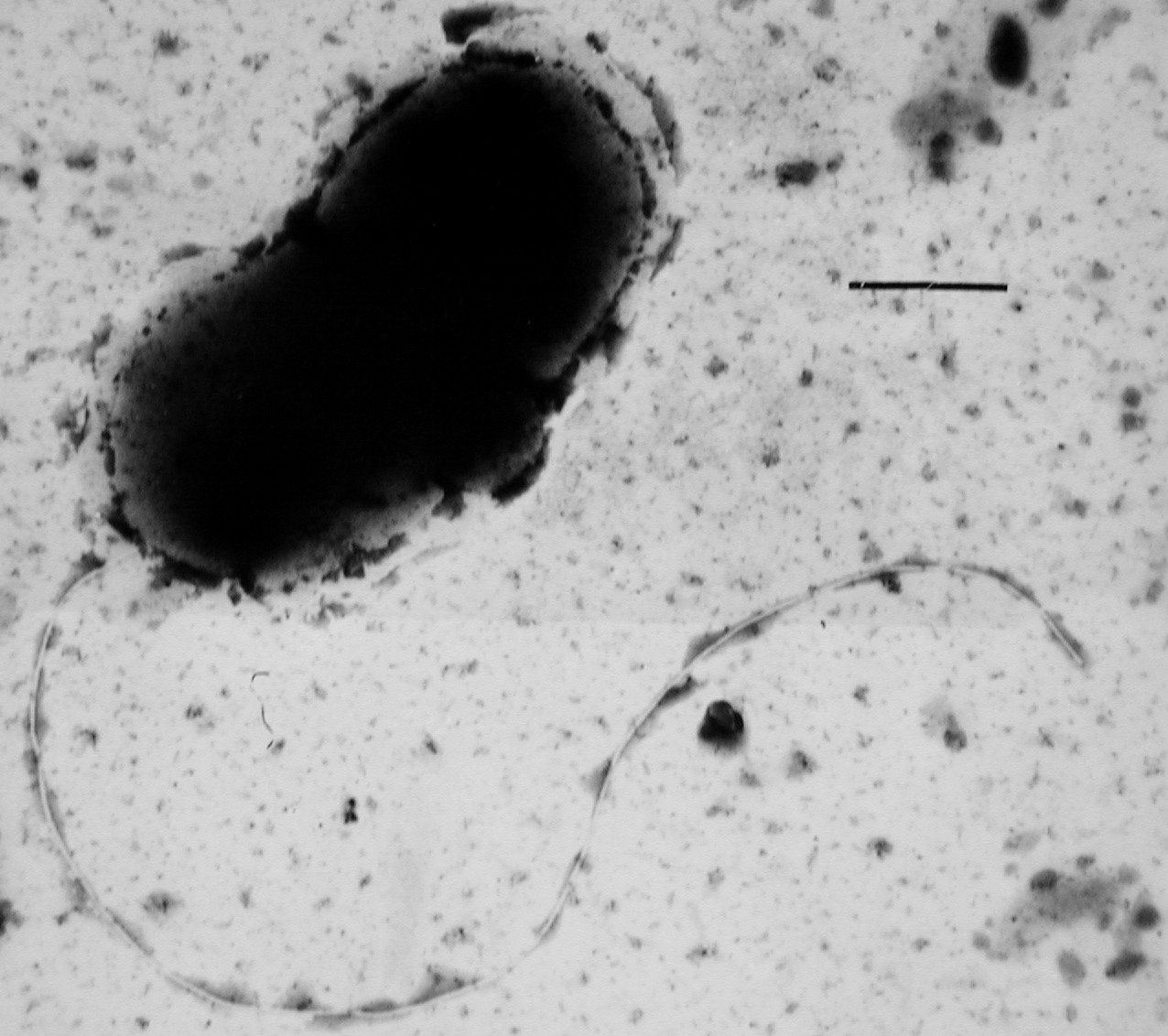
Desulfovibrio vulgaris

La biocorrosione o MIC (Microbiological Induced Corrosion) è una corrosione dei metalli (sommersi, interrati, ecc.), dovuta all'azione di diversi gruppi di microorganismi capaci di trarre energia per il loro metabolismo dal cambiamento dello stato di ossidazione di elementi quali ferro, manganese e zolfo.

Il fenomeno corrosivo può essere accentuato anche dall'azione diretta sul metallo dei sottoprodotti del metabolismo dei microorganismi, quali l'acido solforico, anidride solforosa, ecc., e dalla rimozione di eventuali film passivanti. 

I batteri sono i microrganismi che in genere promuovono l'attacco; ma, in casi specifici, lo sono anche i funghi, le alghe o le diatomee.

## Classificazione dei microrganismi ferruginosi
Le principali famiglie di batteri che interessano la corrosione degli acciai al carbonio e degli inossidabili sono principalmente tre:
- i batteri solfatoriduttori (Desulfovibrio, Desolfonema, desulfatomaculum, Desulfosarcina) che riducono i solfati a solfuri ricavandone energia sono capaci anche di ridurre il ferro ferrico in ferro ferroso. Questi, che sono anaerobici, sono i batteri che causano i danni maggiori. Si trovano praticamente in tutti gli ambienti contenenti solfati anche in piccole quantità e, ovviamente, non contenenti ossigeno;
- i batteri solfossidanti (Thiobacillus thiooxidans, e Thiobaccillus ferroxidans) capaci di ossidare il ferro, lo zolfo e i solfuri a solfati. Ad esempio il Thiobacilluys thiooxydans ossidando zolfo e solfuri o altri composti solforati producono acido solforico;
- i ferrobatteri precipitanti: (Gallionella ferruginea , Siderocapsa, Sphearotilus) capaci di ossidare il ferro e il manganese.

La biocorrosione interessa non solo gli acciai, ma anche le leghe di rame e di alluminio.

La corrosione di quest'ultimo è associata alla crescita di alcuni tipi di funghi (in particolare il Cladosporium resinae) che portano il pH alla superficie dell'alluminio a dei valori così bassi al punto da depassivarla.

## Generalità
La superficie metallica che si trova a contatto con l'acqua (naturale o industriale, dolce o salata) o con il terreno viene colonizzata da diversi microorganismi, quali batteri, funghi, microalghe, diatomee, che vanno a formare il biofilm. 

Queste colonie sono tenute assieme da sostanze, spesso gelatinose, prodotte dai microrganismi stessi, che, oltre a svolgere il compito di far aderire alla superficie metallica i biofilm, modificano localmente la composizione chimica - anzitutto il pH e il tenore di ossigeno - e creano microambienti adatti per la proliferazione di altre specie.

I biofilm sono costituiti da uno strato più esterno caratterizzato da condizioni aerobiche e da quello più interno aderente al metallo, caratterizzato da condizioni anaerobiche e per cui adatte all'innesco della biocorrosione.

Questi organismi microscopici e macroscopici vivono e si riproducono in ambienti dal pH compreso tra 0 e 11, a temperature tra 0 e 80 °C e a pressioni fino a 103 MPa.

## Biocorrosione nelle strutture immerse
I microrganismi hanno una tendenza marcata a interagire con superfici sommerse, aderendovi e colonizzandole.

Il motivo di questo comportamento è conseguenza delle strategie di sopravvivenza batterica in ambienti che sono poco idonei alla permanenza e crescita microbica.

Ad esempio, nelle condutture di acqua potabile le acque sono caratterizzate da basse quantità di nutrienti, che si accumulano sulle superfici delle tubature, le quali rappresentano pertanto il luogo ideale di sopravvivenza per i microrganismi che tendono a migrarvi.

Sulle superfici immerse nell'acqua, si formano microcolonie che nel tempo si ingrandiscono e formano aggregati sempre più sviluppati che possono ricoprire il substrato.

Gruppi diversi di microrganismi riescono a convivere in questi aggregati ben organizzati costituendo le pellicole biologiche o biofilm.

In questo caso di parla di microfouling.

Nel caso di batteri di forma filamentosa (tipo Spharotilus) o pedunculata (tipo Gallionella), in presenza di acque non molto pure, questi fissandosi all'interno delle pareti delle tubazioni possono formare grossi ammassi mucillaginosi tali da arrivare a occludere la sezione del tubo.

Il biofilm può favorire anche la colonizzazione da parte di organismi più complessi quali (isopodi, anfipodi, insetti, olicheti, irudinei, molluschi, nematodi, ecc.) poiché ne costituisce il nutrimento.

In questo caso si parla di macrofouling.

In caso di acque potabili questi ambienti così colonizzati possono conferire all'acqua odori e sapori sgradevoli, nonché una colorazione e una torbidità.

Tali colonie di batteri innescano con il loro metabolismo la corrosione del manufatto metallico poiché le zone colonizzate dai microrganismi inducono la formazione di aree anodiche e catodiche favorendo la corrosione elettrochimica del metallo anche quando le condizioni ambientali in cui si trova il manufatto metallico sono tali da non promuovere l'innesco o la prosecuzione delle reazioni corrosive.

Elementi come il ferro e il manganese, incrementano i fenomeni di ricrescita in quanto costituiscono la fonte energetica di questi gruppi batterici.

Nello specifico i batteri ferro precipitanti ricavano il loro fabbisogno energetico dall'ossidazione del ferro ferroso in ferro ferrico, che precipita impregnando i filamenti di cui sono costituiti.

Nel contempo hanno la tendenza a concentrare ioni cloruro sul metallo, fenomeno che ne accelera la corrosione.

Alcuni batteri eterotrofi, quali l'Escherichia coli, producono acidi organici che accelerano i processi corrosivi, mentre altri batteri eterotrofi come lo Pseudomonas, agendo come ferro riducenti aumentano la reattività della superficie metallica, producendo ferro ferroso da ferro ferrico. 

Sono inclusi nel gruppo dei batteri che inducono problemi di corrosione, i batteri metanogeni, che, sembra, coesistano in simbiosi con i solfato riducenti, i quali producono idrogeno, anidride carbonica e acetato (per fermentazione), mentre i metanogeni li consumano producendo metano e/o metano e anidride carbonica, rendendo possibile il processo delle reazioni.

I batteri solfato riducenti riducono i solfati in H2S, S2-, CO2 e FeS, ossidano gli acidi organici e producono acetato, inoltre inducono la depolarizzazione catodica.
Nelle condotte idriche la formazione del biofilm si manifesta essenzialmente nei tratti di rete idrica a ridotta velocità di flusso dell'acqua (diramazioni, raccordi, curve, valvole) o dove si stabiliscono le condizioni di potenziale ristagno (bracci morti, derivazioni per utenze private, rubinetti, ecc.).

In condizioni di dinamicità del sistema il biofilm si distacca e trasportato dall'acqua arriva al consumatore.

## Biocorrosione nelle strutture interrate
Si è verificato che circa la metà degli attacchi di corrosione riscontrati nelle strutture metalliche interrate, (tubazioni, serbatoi, ecc.) è da attribuirsi all'azione batterica. Questo tipo di attacco è prevalente nei terreni acidi o neutri con alto contenuto salino.
 
Una sola fra le svariate specie di microrganismi viventi nel terreno ha influenza sulla corrosione dei materiali ferrosi interrati, si tratta della famiglia costituita dai batteri solfato riduttori (gruppo Desulfovibro) anaerobi facoltativi: che, pur sopportando la presenza di ossigeno libero in deboli concentrazioni, vive e si sviluppa solo in ambienti anaerobici (o debolmente aerati) in cui sono disciolti sali solforici.

Pertanto i terreni argillosi (bassa resistività) neutri e senza ossigeno, che risultano ideali per rendere trascurabili i processi di corrosione elettrochimica, in realtà sono quelli che favoriscono la crescita dei batteri solfato-riduttori e che pertanto danno i peggiori risultati dal punto di vista della corrosione batterica. 

L'azione dei batteri solfato riduttori nei manufatti metallici interrati è riscontrabile dal punto di vista olfattivo dall'odore di uova marce, caratteristico dell'idrogeno solforato, che si libera quando il manufatto metallico viene privato del terreno di ricoprimento, mentre dal punto di vista visivo dalla presenza di crateri pieni di prodotti di corrosione di color nero.

I batteri solfato riduttori hanno un'elevata adattabilità e sono capaci di resistere, in generale, a temperature fino a 60 °C (alcuni ceppi arrivano a resistere fino a 80 °C).

In ambienti aerobici non sono attivi, ma possono sopravvivere, pronti a svilupparsi nel caso in cui si creino dei microambienti anaerobici.

### Meccanismo di corrosione

Meccanismo di corrosione del ferro a seguito di azione del desulfovibrio desulfuricans

Il meccanismo di corrosione dei batteri solfato riduttori è piuttosto complesso e non è del tutto chiarito.

L'influenza dell'attività biochimica di questi microrganismi sulle attività elettrochimiche di corrosione viene spiegata secondo meccanismi diversi.

Il primo meccanismo fu teorizzato da Von Wolzogen e Van der Vlungt nel 1943.

Secondo questa teoria i batteri utilizzano, per la riduzione del solfato in solfuro, l'idrogeno prodotto al catodo attraverso l'enzima idrogenase.

Il meccanismo avviene secondo le seguenti reazioni:
- 4Fe → 4Fe2+ + 8 e- (anodo)
- 8H+ + 8 e- → 4H2 (catodo)
- SO42- +4H2 → S2- +4H2O (azione batterica)
- Fe2+ + S2- → FeS (anodo)
- 3Fe2+ + 6OH- → 3Fe(OH)2 (anodo).

La teoria moderna prende in considerazione altri possibili meccanismi in cui i fattori che controllano il processo di corrosione batterica sembrano essere:
- l'utilizzazione dell'idrogeno sia da parte dei batteri solfato riduttori (per ridurre i solfati in solfuri) sia da parte di altri batteri non solfato riducenti;
- la depolarizzazione catodica per precipitazione del solfuro ferroso (FeS)
- la stimolazione anodica da parte dello ione solfuro;
- la prevenzione della formazione di film di solfuro protettivi in presenza di un eccesso di ioni ferrosi;
- la formazione di celle locali di concentrazione.